# Collège des Irlandais (Toulouse)
Le séminaire ou collège des Irlandais de Toulouse est fondé en 1626 par un bref papal, avant d'être confirmé et consolidé par les donations royales d'Anne d'Autriche et de Louis XIV, en 1659 date à laquelle il est devient le séminaire Sainte-Anne-la-Royale des Irlandais. Il disparaît après 1792 avec les autres institutions religieuses et scolaires de l'Ancien Régime, et en particulier les collèges et université de Toulouse.

## Histoire
Un premier séminaire des Irlandais est fondé peu après 1607, à la suite de la fondation d'un séminaire à Bordeaux, probablement à cause du trop grand nombre d'étudiants irlandais dans cette ville. Il s'adresse aux prêtres irlandais qui veulent compléter leur formation ecclésiastique. Il profite en 1626 d'un bref du pape Urbain VIII, qui soutient l'installation de collèges et de séminaires irlandais sur le continent, et crée véritablement le premier séminaire irlandais de Toulouse. 
En décembre 1659, le roi Louis XIV institue officiellement par lettres patentes le collège des Irlandais de Toulouse comme séminaire de Sainte-Anne-la-Royale. Il est placé sous l'autorité de l'archevêque de Toulouse et doté par la régente Anne d'Autriche d'une rente de 1 200 livres. Le séminaire doit assurer l'accueil de douze prêtres et étudiants irlandais. La durée des études est de huit ans, à la suite desquelles ils s'engagent par serment à rentrer en Irlande afin d'y effectuer leur mission. Ils sont pour la plupart originaires du Munster. En 1660, les effectifs se composent d'un prêtre qui a la charge de supérieur, Daniel Carthy, de trois prêtres, Constantin Egan, Terence MacSugny et Bernard MacSugny, et de sept étudiants, Richard  Ronain, Jean Coyne, Patrice Gould, Cornelius Leyn, Maurice Poer, Christophe Creagh et Guillaume Barrett. 
Le recteur du séminaire est élu pour trois ans, par un vote des étudiants, mais les élections sont régulièrement l'occasion de divisions et de déchirements, qui provoquent l'intervention de l'archevêque de Toulouse. En 1694, un conflit oppose l'archevêque Jean-Baptiste-Michel Colbert de Saint-Pouange au supérieur du séminaire, Modeste Mac Suiny. En 1730, c'est-au-tour de l'archevêque Jean-Louis Des Balbes de Berton de Crillon de s'opposer à l'élection de Pierre O'Daly. Pour remédier aux problèmes de discipline, la règle du séminaire est modifiée en 1753 par un bref du pape Benoît XIV et par lettres patentes de Louis XV, à l'instigation de l'ancien archevêque Charles Antoine de La Roche-Aymon, et après enregistrement par le parlement de Toulouse. 
Les revenus du collège viennent de donations royales, mais également d'un certain nombre de bienfaiteurs. En 1789, les revenus du collège sont de 10 000 livres par an. À la Révolution, en 1792, le collège est fermé et ses biens sont confisqués. Les bâtiments sont vendus avec les meubles pour la somme de 36 725 livres, malgré les plaintes de Paul Long, supérieur du séminaire et administrateur des fondations irlandaises en France.

## Élèves et recteurs célèbres

### Élèves
- John O'Brien (en) (1701-1769) : élève entre 1725 et 1733, évêque de Cloyne (en) entre 1747 et 1769, auteur d'un des plus anciens dictionnaires irlandais-anglais, le Focalóir Gaoidhilge-Sax-Bhéarla, publié en 1768 en France ;
- Nicolas Madget (1740-1813) : élève entre 1764 et 1767, traducteur, aventurier et espion ;
- Francis Moylan (en) (1735–1815) : élève entre 1755 et 1761, évêque de Cork (en) entre 1787 et 1815 ;
- Charles Tuohy (en) (1754-1828) : élève entre 1770 et 1780, évêque de Limerick (en) entre 1814 et 1828 ;
- Robert MacCarthy : élève entre 1762 et 1770, recteur entre 1771 et 1793, vicaire général de Cork après la Révolution française.

### Liste des recteurs
La liste des recteurs du séminaire des Irlandais, établie par Patrick Boyle, a pu être partiellement complétée par T. J. Walsh, mais reste lacunaire :
- vers 1659 : Denis O'Riordan
- vers 1661 : Daniel MacCarthy
- vers 1664 : John Coyne
- vers 1676 : John Barrett
- 1677  : Maurice O'Keeffe
- 1684-1694 : William Cheriton
- 1694 : ... MacSweeney
- 1694-1699 : Florence McCarthy
- 1699 : William Sheehan
- 1706-1715 : Timothy O'Brien
- 1728-1738 : Peter O'Daly
- 1751 : Daniel O'Dinneen
- 1751-1771 : Francis O'Hea
- 1771-1793 : Robert MacCarthy